# Alte Synagoge (Elmshorn)

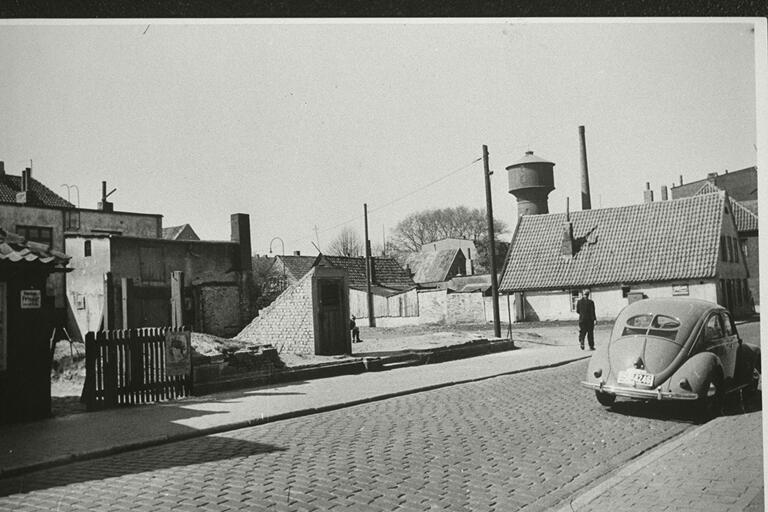
Grundmauern der zerstörten Synagoge in Elmshorn (1938)

Die Synagoge in Elmshorn, einer Stadt im Kreis Pinneberg in Schleswig-Holstein, wurde 1845 errichtet. Die Synagoge stand am Flamweg.

## Geschichte
Die Existenz von Juden in Elmshorn ist seit 1685 belegt. Vermutlich 1688 bildete sich eine erste Gemeinde, die zunächst einen privaten Betraum nutzte. 1845 begann die Gemeinde mit dem Bau einer eigenen Synagoge. Diese stand am Flamweg. Die Einweihung erfolgte am 21. Januar 1846 durch Jakob Ettlinger, den Oberrabbiner aus Altona.
Während der Novemberpogrom 1938 setzten Nationalsozialisten das Gebäude gegen drei Uhr nachts in Brand.  Erst als der Brand benachbarte Gebäude gefährdete, wurde gegen 5.15 Uhr Feueralarm ausgelöst und die Löscharbeiten begannen. Noch in der Nacht waren alle männlichen Juden über 18 Jahren verhaftet und in das Konzentrationslager Oranienburg-Sachsenhausen verschleppt worden. Die Gemeinde hörte damit praktisch auf zu existieren. Formell aufgelöst wurde sie am 3. April 1941. Am 17. März 1939 verkaufte der damalige Gemeindevorstand John Meyer der Stadt das Synagogengrundstück. Die Kaufsumme, die nach Abzug der Unkosten 4000 Reichsmark betrug, überwies die Stadt an die Reichsvereinigung der Juden in Deutschland.
Die Ruine der ausgebrannten Synagoge stand noch bis nach 1945. In der Kriegszeit wurde sie als Luftschutzbunker genutzt. Nach Kriegsende wurde das Synagogengebäude abgebrochen.
Ein Gedenkstein zur Erinnerung an die Synagoge befindet sich an der Ecke Neue Straße und Flamweg. Am 9. November 2010 wurde der neu gestaltete Synagogenplatz eingeweiht.

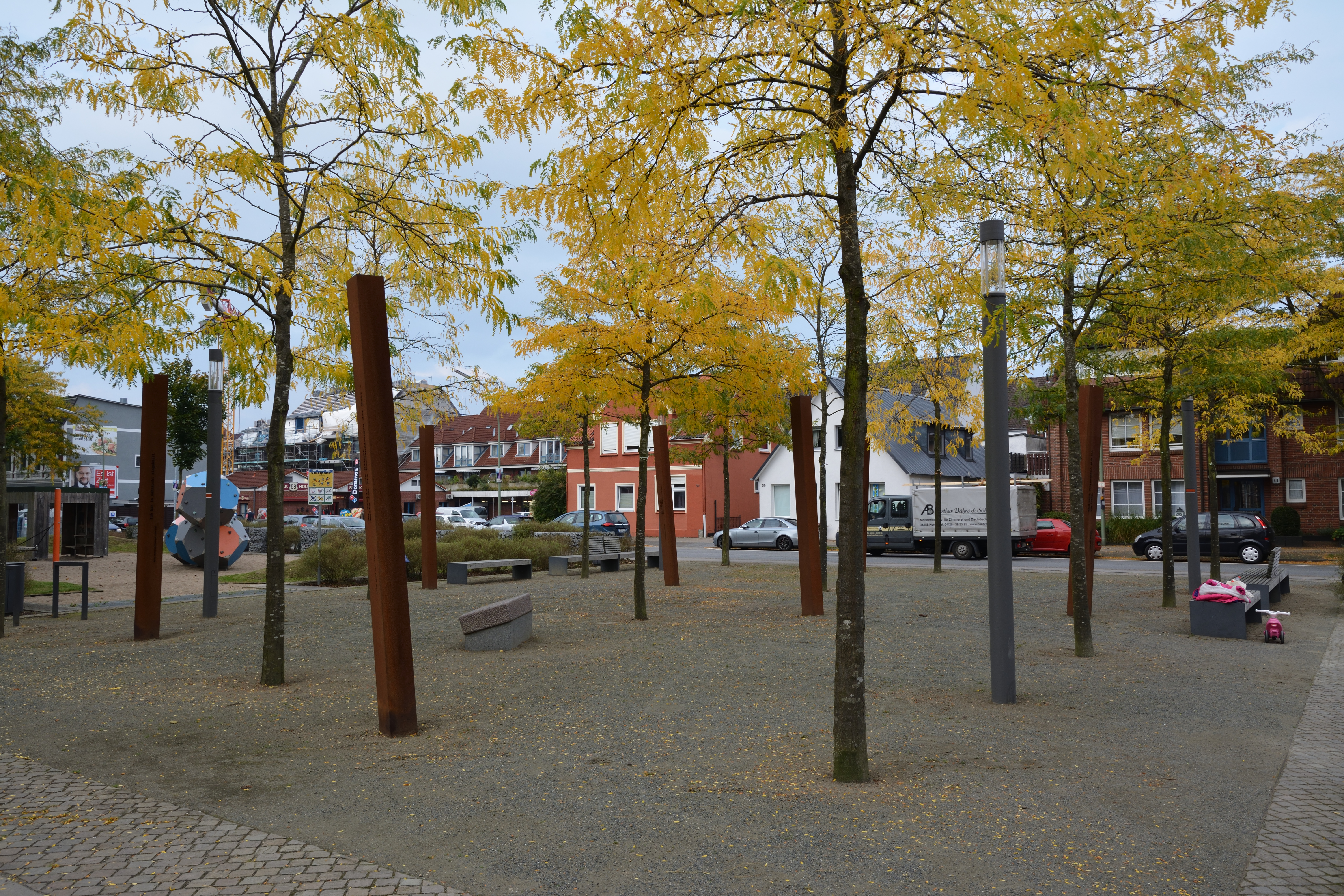
Übersicht über die Gedenkstätte
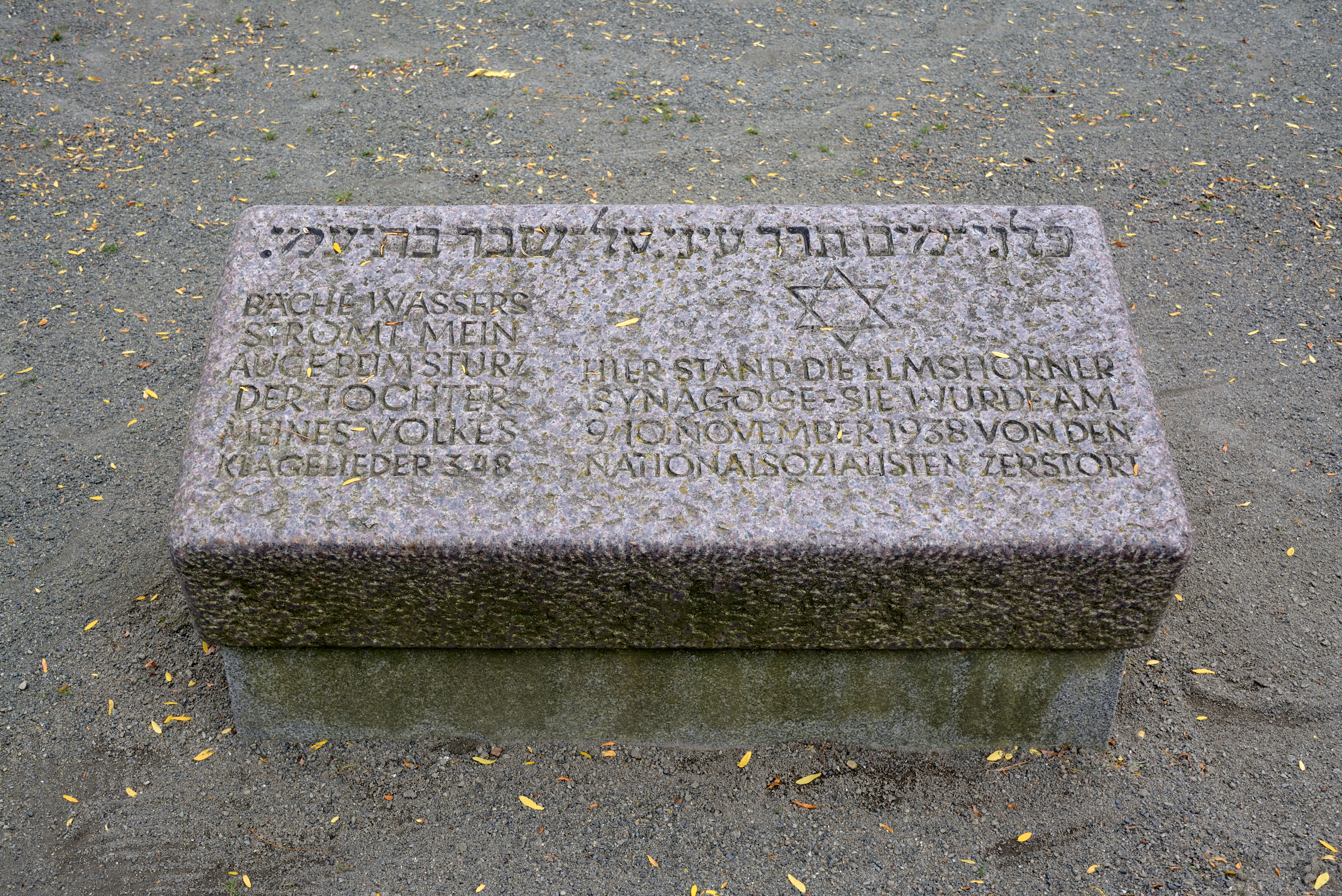
Gedenkstein
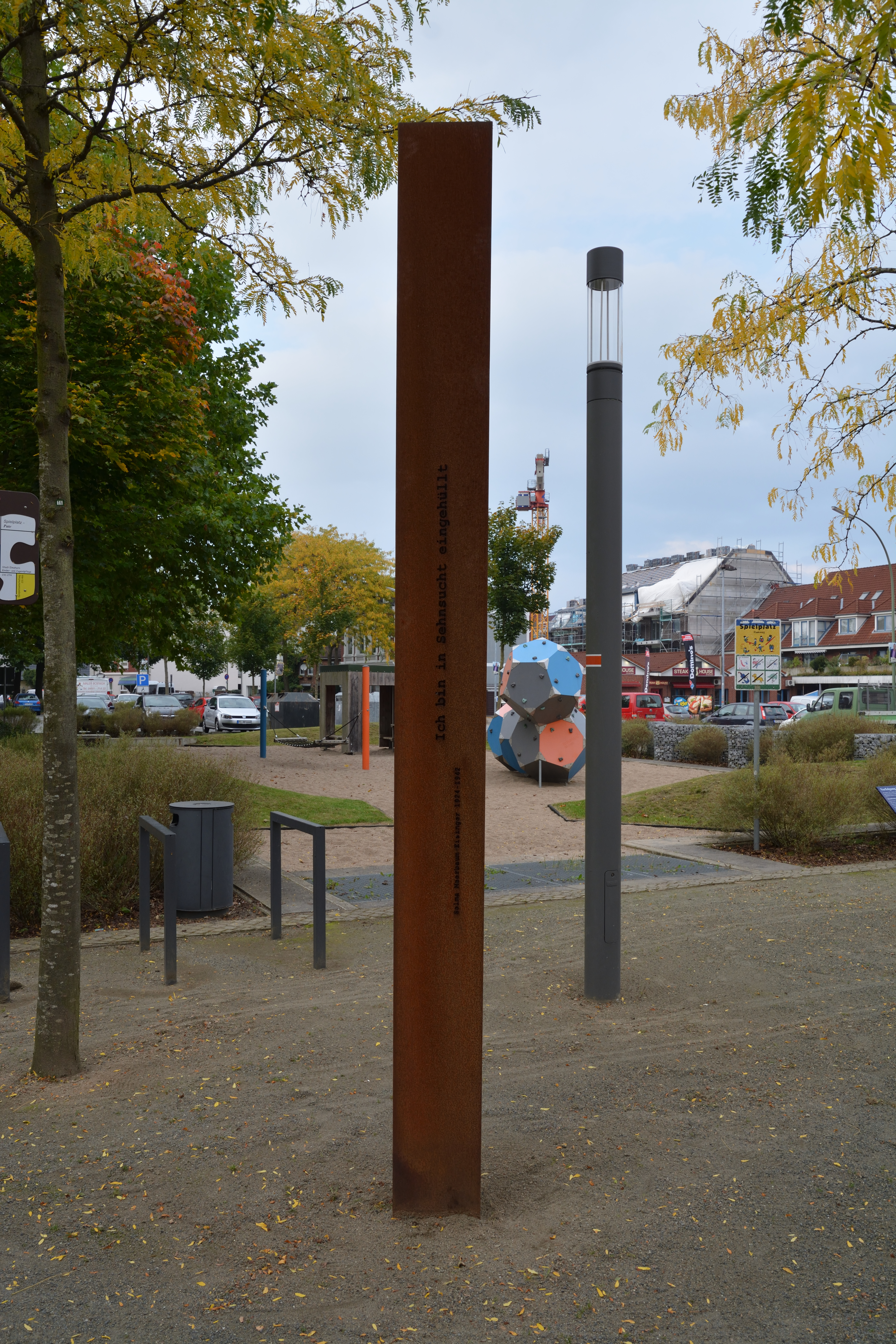
Stele aus Cortenstahl
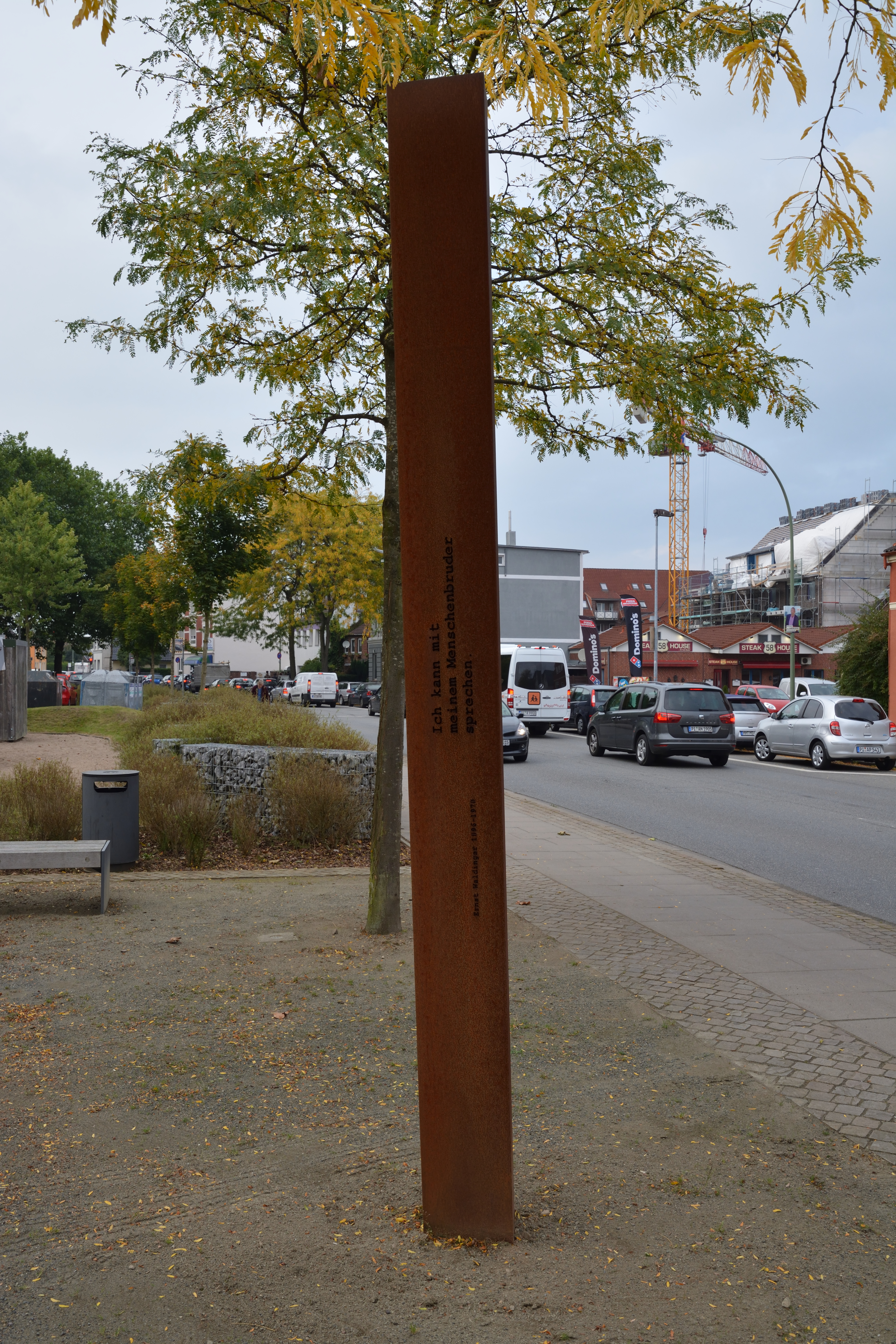
Stele aus Cortenstahl

## Neue Synagoge
2003 gründete sich eine neue jüdische Gemeinde in Elmshorn, die 2017 etwa 45 Mitglieder zählte. Im Oktober 2012 richtete sie im Flamweg 4–6 unweit vom Standort der zerstörten Synagoge eine neue Synagoge ein.